# Половое воздержание
Половое воздержание — практика сознательного отказа от сексуальной активности. Это может включать в себя воздержание от секса вообще, либо от конкретных видов сексуальной активности, таких как оральный, анальный или вагинальный секс.
Половое воздержание может быть связано с религиозными или этическими убеждениями, а также может использоваться в качестве метода контрацепции или защиты от инфекций, передаваемых половым путём.
Половое воздержание может быть временным или постоянным, и может быть практиковано как индивидуально, так и в рамках пары или сообщества. Некоторые люди выбирают половое воздержание как способ избежать рисков, связанных с сексом, или как способ сохранить свою первоначальность до брака.